# Rio Buhui
O Rio Buhui é um rio da Romênia afluente do Rio Caraş, localizado no distrito de Caraş-Severin.